# Villa Tugendhat
Villa Tugendhat er en historisk bygning i Brno, Tjekkiet. Det er en af de banebrydende prototyper af moderne arkitektur i Europa, og er tegnet af den tyske arkitekt Ludwig Mies van der Rohe. Bygget mellem årene 1928-1930 for Fritz Tugendhat og hans kone Greta, villaen blev hurtigt et ikon af modernismen.